# Conchi León
Concepción León Mora (Mérida, Yucatán, 11 de diciembre de 1973), más conocida como Conchi León, es una dramaturga, actriz, directora y docente teatral mexicana. Ha sido galardonada por sus textos dramáticos y puestas en escena, en las que destaca su carácter documental y testimonial, además de la fuerte presencia de las raíces, la tradición, las costumbres, así como la vida de la mujer y la cultura maya.
Fue miembro del Sistema Nacional de Creadores, fundadora del grupo teatral Sa´as Tún y colaboradora del periódico Milenio Yucatán con la columna "Donde mora el león", dedicada a la crítica teatral.
Ha publicado en importantes revistas de investigación y divulgación teatral, como Paso de Gato y Tierra Adentro, el Centro Dramático Nacional (Madrid, España), así como para el Instituto Nacional de Teatro y la Universidad Nacional Autónoma de México.

## Datos biográficos
Nacida en Mérida, Yucatán, México, el 11 de diciembre de 1973.[cita requerida]
Estudió en el Instituto Benjamín Franklin la carrera de Teacher Training, así como el diplomado en Dirección de Teatro para Niños (Conaculta-INBA/Grupo 55). Dentro de su formación, destaca el diplomado en Literatura, Protocolo y Periodismo Cultural (ICYH Ayuntamiento de Mérida / Centro Yucateco de Escritores) y su diploma en dramaturgia (Conaculta-INBA/Paso de Gato).[cita requerida]
Ha sido beneficiada del PECDA para Creadores con Trayectoria y a través de las Residencias Artísticas del Fonca para trabajar en Nueva York, durante el 2012.
En 2011, el gobierno del estado de Yucatán le otorgó un reconocimiento por las quinientas representaciones de su obra teatral Mestiza Power. Además, fue seleccionada por la Royal Court de Londres como participante del II Seminario de dramaturgia que se realizó en la Ciudad de México. También en 2011, dirigió el IX Ciclo del Programa Nacional de Teatro Escolar en Yucatán y la Ciudad de México, con su obra Piedra de lluvia, misma que participó en el XXXVIII Festival Internacional de Títeres “Mireya Cueto”.[cita requerida]
Fue invitada a participar en el Ciclo "Una mirada al mundo” en el Centro Dramático Nacional, de Madrid, donde se lee su obra Todo lo que encontré en el agua. Participó en la VII y IX Muestra Nacional de la Joven Dramaturgia, en la IX y XI Semana Internacional de la Dramaturgia Contemporánea, en el IX y XI Festival Internacional de Cabaret y en el Primer Ciclo de Teatro de los Estados en el Teatro El Milagro. Fue seleccionada para participar en el seminario de dramaturgia que imparte Panorama Sur en Buenos Aires.[cita requerida]
Ha participado en diversas muestras nacionales de teatro (México) como actriz y directora.
Dentro de su labor como docente, destaca su formación y desarrollo de proyectos teatrales enfocados en niños con capacidades diferentes, en situación de calle, menores infractores y teatro como medio de readaptación social.[cita requerida]
Sobre su producción dramatúrgica y escénica:

Sus textos son un llamado de atención para reflexionar sobre problemas de sectores vulnerables; en sus obras, plantea principalmente la violencia de género, la discriminación étnica y la homofobia, encarando también tópicos como la emigración, las personas con capacidades diferentes siempre desde la perspectiva de los derechos humanos. Sus creaciones contienen un alto valor cultural y político, pues en ellas rescata la idiosincrasia de la cultura maya y el sincretismo que actualmente se vive al sur de México.
Jesús Galán

En 2020 crea su canal de YouTube: Conchi León, donde publica la rutina "Hamaca Gym" la cual se vuelve viral en pocos minutos.

## Mestiza Power
Mestiza Power es una de sus obras más reconocidas y difundidas, colocándola como una de las autoras más representativas del teatro mexicano actual. Se ha presentado en importantes festivales en Estados Unidos, España, Perú y México. Ha sido traducida al inglés y se ha publicado en diversas compilaciones del teatro mexicano contemporáneo más representativo.
En dicha obra, Conchi León refleja la complejidad de la idiosincrasia femenina dentro de la cultura maya actual.

Esta obra testimonial ofrece la mirada de las mujeres al sur de México mostrando su idiosincrasia y estilo de vida. León las presenta como mestizas y nos describe un común denominador de la infancia, educación, cultura y necesidades de las mujeres mayas de estos tiempos. La obra se plantea como una muestra de la violencia de género, nos habla de la ignorancia, la discriminación, la segregación, el abuso laboral y las agresiones físicas y emocionales que las mujeres mayas viven actualmente.
Jesús Galán

## Del manantial del corazón
Su obra más reciente se hace acreedora de un reconocimiento al "Mejor Teatro del Mundo". Se presenta en importantes festivales en Argentina, España y Estados Unidos.

"Es obvio que la directora y su equipo han estudiado profundamente las costumbres y las tradiciones del Mayab, eso se nota en la autenticidad que destilan sus historias, donde la poesía de la vida, la más difícil de intentar o conseguir, se posa en la narración de los cuidados de la mujer antes, durante y después del parto, con su herbolaria específica, en el trabajo de la comadrona y en los baños para acomodar el cuerpo; en los ritos o ceremonias que se realizan a los niños y niñas para evitar el mal, como ponerle al infante un hilo negro en su manita izquierda o una tijera debajo de la hamaca para alejar la muerte, ya que vida y muerte son dos caras de una misma moneda
José Abreu

En 2018, se anunció que Del Manantial del Corazón sería adaptada al cine por el realizador tijuanense René Vargas Madrigal. En septiembre de 2021 la cinta fue presentada en Mérida, Yucatán en un preestreno exclusivo para los participantes de la película.

## Reconocimientos
- Teatro del mundo (2016), Centro Cultural Rector Ricardo Rojas de la UBA (Universidad de Buenos Aires, Argentina).[11]

- Ganadora de la medalla "Héctor Herrera, Cholo" 2018.
- Nominada por los Premios Metropolitanos de teatro 2019, como mejor actriz de reparto por su personaje "Doña Corpus" de la obra, "El donador de almas".
- Nominada por los Premios Cartelera de teatro 2019, coma mejor actriz de reparto por su personaje "Doña Corpus" de la obra, "El donador de almas".

## Publicaciones
- Las Creyentes. Muñoz Castillo Fernando (compilador). Nuevos Dramaturgos de Yucatán. México: Tierra Adentro; CONACULTA, 2004.
- Mestiza Power. García, Óscar Armando (coord. y ed.)
- Antología didáctica del teatro mexicano. 1964-2005. Tomo II. México: UNAM. 499-554.
- León Mora Concepción “Mestiza power”. Dramaturgos de Tierra Adentro. Ricardo Pérez Quitt (comp.). México: Tierra Adentro; CONACULTA, n. 316, 2006.
- Todo lo que encontré en el Agua, Revista Tramoya, n. 98, 2009.
- Trilogía Regional: Rituales de la infancia.
- Todo lo que encontré en el agua. Paso de Gato.
- "La nostalgia de los sentidos" Trópico de Escorpio.

## Obras teatrales
- Cachorro de León. Casi todo sobre mi padre
- Ensayos de exterminio
- El reino de las salamandras
- Todavía...Siempre
- Memorias de dos hijos Caracol
- Piedra de lluvia
- De niños, peces y otros monstruos lunáticos
- Historias de Henequén
- El lado oscuro de la fuerza
- Tolok Paradise
- La ropa sucia se lava en casa
- Del amor de ayer
- En medio del mar salado
- Todo lo que encontré en el agua
- Mestiza Power (2005)
- Crónica de un Presentimiento (2007)
- El amor perfecto de dos paraguas disfuncionales (2008)
- Santificarás las Fiestas (2008)
- Puch de Amor (2008)
- Confesiones de siete mujeres pecando solas (2009)
- La ropa sucia se lava en casa (2009)
- Metamorfosis antes del Agua (2009)
- Las Huiras de la Sierra Papakal (2009)
- La otra crueldad. Tríptico de amores y espinas (2010)
- De Coraza. Historias de mujeres en prisión
- La espera (2018)
- Mil estrellas menudas
- Hable con él
- Un corazón sin sueño
- Santiago baila
- Las Puruxonas de Dzemul
- Después del eclipse
- Una mujer vertical
- India Maya (estreno festival Cervantino 2018)
- De la piel y sus destellos
- Cómo ser una buena madre yucateca
- El cielo
- La escapista
- Del manantial del corazón (2015)
- La tía Mariela ( Estreno Festival Cervantino 2018)
- Las mujeres de Emiliano (2020)
- El viaje del alma (2020)
- María y el mar
- Mamá Polar y sus cien caballos de fuerza
- Mil puñaladas
- Una mujer vertical
- El silencio
- Como la sal en el agua (Estreno Festival Cervantino 2023)
- Pedro y Julián
- Esta boca es mía
- Historia de una gaviota

## Cine y Televisión
"Las crónicas del taco" (Netflix)
"Señorita 89" (Amazon)
"Cecilia" (Amazon)
"Mis XV primaveras" Cines
"El rey de los machos" 
"Doctora Lucía" (TV Azteca) 
"Septiembre"
"Temporada de huracanes" (Netflix)
“Ánima sola” (Cortometraje)
“ La cola  del diablo”  
“Del manantial del corazón” 
“Los pecados de Bárbara” (Televisa) 
"Intercambiadas"
Actriz y guionista del programa: “Operación Mamut” (Canal Once)